# Morten Nordstrand
Morten Nordstrand (* 8. Juni 1983 in Hundested) ist ein dänischer ehemaliger Fußballspieler. Er war auch als Nationalspieler aufgeboten.

## Leben
Bevor Morten Nordstrand seine Karriere als Profi-Fußballer begann, besuchte er eine Sportschule in Nordjylland und spielte für den lokalen Verein Frederikshavn fI. Nach dem Schulabschluss zog er nach Zealand, um für Lyngby BK in der Dänischen Superliga zu spielen. Durch den drohenden Konkurs des Vereins wurde Nordstrand als einer von vielen Spielern im Winter 2001 vom Jugendteam ins A-Team einberufen und bestritt im Dezember 2001 im Alter von 17 Jahren sein Debüt für das A-Team. Der Konkurs von Lyngby BK konnte jedoch nicht abgewandt werden, der Verein wurde nach der Saison 2001/02 zwangsrelegiert und Nordstrand fand sich in der vierten Liga, der Denmark Series, wieder. Dort schaffte er es jedoch, sich als Torjäger zu beweisen und trug dazu bei, dass Lyngby BK am Ende der Saison 2003/04 wieder in die zweite dänische Liga aufstieg. Gemeinsam mit seinem Sturmpartner Christian Holst erzielte er in der Saison 2004/05 43 Tore.
Als sein Vertrag mit Lyngby im Juli 2006 auslief, waren viele dänische Topclubs an Nordstrand interessiert. Letztendlich entschied er sich dafür, beim FC Nordsjælland zu unterzeichnen.
In der ersten Hälfte der Saison 2006/07 war Nordstrand mit 10 Toren in 18 Spielen Top-Torjäger. Aufgrund der guten Leistungen wurde er in die Nationalmannschaft einberufen und debütierte im Freundschaftsspiel gegen Australien im Februar 2007 für das A-Nationalteam. Bereits davor bestritt er drei Spiele für das inoffizielle Nationalteam der dänischen Liga auf einer Tour durch die USA, El Salvador und Honduras.
Für den FC Nordsjælland bestritt er in der Saison 2006/07 alle 33 Spiele und erzielte insgesamt 19 Tore.
Am 6. Juli 2007 wechselte Nordstrand zum amtierenden Meister FC Kopenhagen. Berichten zufolge betrug die Transfersumme 15 Mio. DKK (2 Mio. EUR).
Spätere Stationen (ab 2012) waren Groningen, wieder Nordsjælland, Aarhus, Newcastle und Amager.